# Mercurial
Mercurial är ett versionshanteringssystem skrivet i Python, C och Rust. Mercurial var ursprungligen menat att köras på Linux, men har portats till Windows, Mac OS och många Unixliknande system.